# 完全右脚ブロック
完全右脚ブロック（かんぜんうきゃくぶろっく、英Complete Right Bundle Branch Block : CRBBB）は、心臓のプルキンエ線維の右脚を伝わる刺激が完全に途切れた状態。脚ブロックの一つで、完全脚ブロックと右脚ブロックを合わせた症候。

## 病態
本症はプルキンエ線維右脚を伝わる刺激が完全に途切れているので、右心室は心筋伝導によって収縮する。一方左心室は普通に刺激伝導系を介して収縮する。心筋伝導は刺激伝導系よりも遅いため、左心室が正常なタイミングで収縮した後に遅れて右心室が収縮する。

## 分類
本症にST上昇を合併した一群をブルガダ症候群と言う。

## 原因
本症の原因は基礎疾患があればそれを疑う。またブルガダ症候群や先天性の心室中隔欠損症やエブステイン奇型等もある。

## 症状
多くの場合日常生活に影響はなく自覚症状も出ないことが多いが、強いて言えばめまいや脳貧血などを起こす事もある。

## 検査
心電図
本症は心電図検査で感度良く検出できる。左心室が正常に収縮した後に遅れて右心室が収縮するため、QRSの波形は二峰性（ウサギの耳状）になる。大まかに言えばWilliaM MorroWのMorroWの形、すなわち胸部誘導心電図に於いて、V1で上向きの二峰性、V6で下向きの二峰性になる。
もう少し詳しく言うと、V1、V2はrS形がrSR'形になる。これは右心室由来の波形がV1へ近づく方を向いていて、左心室由来の波形がV1から遠ざかる方を向いているので、本来左右同時に収縮すれば体積の大きい左心室由来の波形が勝ってQRS波は一峰性の遠ざかる波となり、R波よりもS波の方が大きくrS形になるべき所だが、本症では左心室由来の通常のS波の後にS波の邪魔を受けずに右心室由来の近づいてくる波が観測されるので、これをR'波と言い、QRS波はrSR'形になる。
また、V5、V6はQRS波の幅が広がる。これは右心室由来の波形がV6から遠ざかる方を向いていて、左心室由来の波形がV6へ近づく方を向いているので、本来左右同時に収縮すれば体積の大きい左心室由来の波形が勝ってQRS波は一峰性の近づく波となり、右心室の興奮は正常な長さで終わってS波は鋭くなるべき所だが、本症では左心室由来の通常のR波の後にR波の邪魔を受けずに右心室由来の遠ざかる波が観測されるので、これがS波の尾を鈍く長引かせてS波の頂点を遅らせるので結果としてQRS波が延長する。
心臓超音波検査（以下、心エコー）
また心エコーでも右心室の動きが左心室の動きより遅れている所を見ることができる。

## 統計
本症の原因は不明な事が多い。

## 治療
基礎疾患やブルガダ症候群であればその治療を行い、どちらでもなければ経過観察でよい。